# Disneyland Paris

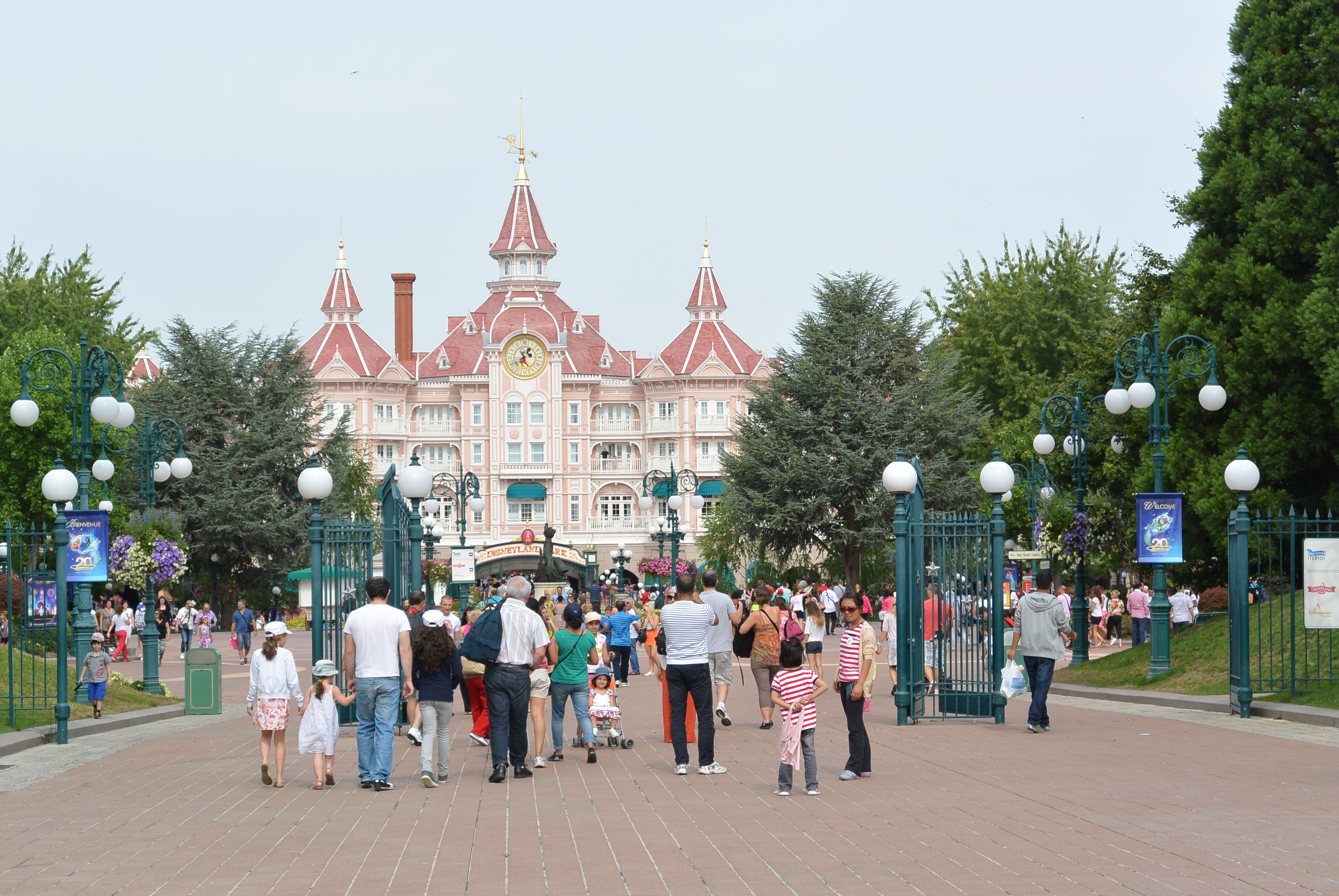
Disneyland Paris

A Disneyland Paris, originalmente Euro Disney Resort, é um resort de entretenimento em Marne-la-Vallée, uma cidade planejada localizada 32 km a leste do centro de Paris, sendo a atração mais visitada em toda a França e Europa. Sua proprietária e administradora é a Euro Disney S.C.A. uma empresa de capital aberto na qual a The Walt Disney Company possui uma participação minoritária. O resort cobre uma área de 19 km² e compreende dois parques temáticos, alguns hotéis resort, um complexo de compras, alimentação e entretenimento e um campo de golfe, além de alguns locais de entretenimento. O Disneyland Park é o parque temático original do complexo e foi aberto com o resort em 12 de abril de 1992. Um segundo parque temático, o Walt Disney Studios Park, foi aberto em 2002. O parque é o segundo mais visitado parque da Disney em número de visitantes, com 15,6 milhões de pessoas em 2013, colocando-o entre a Disneyland de Anaheim na Califórnia e o Walt Disney World na Flórida, Estados Unidos.
O resort é o segundo parque da Disney a abrir fora dos Estados Unidos, após o Tokyo Disney Resort, e o primeiro a ser operado pela Disney (através da Euro Disney S.C.A.). O resort foi projetado especificamente para seguir o modelo estabelecido pelo Walt Disney World na Flórida.

## História

### Antecedentes
Após o sucesso do Walt Disney World na Flórida, surgiram em 1972 planos de construir um parque temático semelhante na Europa. Sob a liderança de E. Cardon Walker, a Tokyo Disneyland foi aberta em 1983 no Japão sendo um sucesso instantâneo e formando um catalisador para uma expansão internacional. No final de 1984, os líderes da divisão de parque temáticos da Disney, Dick Nunis e Jim Cora, apresentaram uma lista de aproximadamente 1 200 locais europeus possíveis para o parque. Em março de 1985, o número de locais possíveis para o parque reduziu para quatro, dois na França e dois na Espanha. Ambos os países viram as vantagens do potencial econômico de um parque temático da Disney e ofereceram acordos financeiros à Disney.
Ambos os locais na Espanha localizavam-se próximo ao Mar Mediterrâneo e ofereciam um clima subtropical semelhante aos parques da Disney na Califórnia e Flórida. A Disney também mostrou interesse em um local próximo a Toulon, no sul da França, não muito longe de Marselha. A paisagem e o clima da região fizeram do local um favorito a abrigar a Euro Disneyland. No entanto, um terreno uma rocha-matriz rasa foi encontrada abaixo do local, o que tornaria a construção muito difícil. Finalmente, um local na cidade rural de Marne-la-Vallée foi escolhido por sua proximidade a Paris e sua localização central na Europa ocidental. Estimava-se que este local estaria a até quatro horas de carro para 68 milhões de pessoas e duas de voo para mais de 300 milhões de pessoas.
Michael Eisner, CEO da Disney na época, assinou a primeira carta de acordo com o governo francês para o local de 20 km² em 18 de dezembro de 1985, sendo que os primeiros contratos financeiros foram assinados durante a primavera seguinte. O contrato final foi assinado pelos líderes da Walt Disney Company e do governo francês e das coletividades territoriais em 24 de março de 1987. A construção iniciou-se em agosto de 1988 e, em dezembro de 1990, um centro de informações chamado "Espace Euro Disney" foi aberto para mostrar ao público o que estava sendo construído. Planos para um parque temático próximo à Euro Disneyland baseado na indústria do entretenimento, o  Disney-MGM Studios Europe, rapidamente surgiram, com uma abertura programa para 1996 e um orçamento de US$ 2,3 bilhões. A construção ficou a cargo de Bovis Lend Lease.

### Projeto e construção
A fim de controlar ao máximo o negócio de hotéis, foi decidido que 5 200 quartos de hotéis pertencentes à Disney seriam construídos no complexo. Em março de 1988, a Disney e um conselho de arquitetos (Frank Gehry, Michael Graves, Robert A.M. Stern, Stanley Tigerman e Robert Venturi) decidiram por utilizar um tema exclusivamente americano, no qual cada hotel representaria uma região dos Estados Unidos. Na época da abertura em abril de 1992, sete hotéis com uma capacidade de 5 800 quartos foram construídos.
No ano de 2017, a Euro Disney, obedecendo os termos especificados em seu contrato com o governo francês, terá de terminar a construção de 18 200 quartos de hotel a distâncias variáveis do resort. Um complexo de entretenimento, compras e alimentação baseado na Downtown Disney do Walt Disney World foi projetado por Frank Gehry.
Com as torres de prata oxidada|oxidada e aço inoxidável colorido de bronze sob um dossel de luzes, foi inaugurado o Festival Disney. Com um público diário projetado de 55 mil pessoas, a Euro Disney planejava servir cerca de 14 mil pessoas por hora dentro da Euro Disneyland. A fim de conseguir cumprir essa meta, 23 restaurantes foram construídos dentro do parque (com mais 11 restaurantes construídos nos hotéis do Euro Disney resort e cinco no Festival Disney). Os menus e preços variavam e a culinária americana predominava, com a Disney seguindo seus precedentes de não servir bebidas alcoólicas no parque.
2 300 assentos (30% dos assentos do parque) foram instalados para satisfazer a preferência dos europeus por comer ao ar livre quando o clima está agradável. Nos test kitchens do Walt Disney World, receitas foram adaptadas para o paladar europeu. Walter Meyer, chef do desenvolvimento de menus na Euro Disney e chef executivo para desenvolvimento de projetos de comida no Walt Disney World observou que "Poucas coisas nós não mudamos, mas na maior parte do tempo as pessoas continuavam a nos falar 'Façam do seu jeito. Façam o que é americano'."

### Recrutamento/emprego
Ao contrário dos parques temáticos americanos da Disney, a Euro Disney visou contratar empregados permanentes (uma exigência de cerca de 12 mil para o parque temático), em oposição aos empregados em part-time e sazonais. Centros de recrutamento foram abertos em Paris, Londres e Amsterdã. No entanto, o governo francês e a Disney concordaram que um "esforço concentrado seria feito para incentivar o mercado de trabalho francês". A Disney buscou trabalhadores com habilidades razoáveis de comunicação, que falavam duas línguas europeias (francês e uma outra) e que eram extrovertidos. A Euro Disney abriu sua própria Universidade Disney para treinar seus empregados. 24 mil pessoas haviam passado por ela em novembro de 1991.

### Controvérsias
A perspectiva de um parque da Disney na França foi um assunto de te debates e controvérsias. Os críticos, que incluíam intelectuais franceses, denunciaram o que eles consideravam ser o imperialismo cultural da Euro Disney e sentiam que encorajaria na França um tipo não saudável de consumismo americano. Para outros, a Euro Disney tornar-se-ia um símbolo dos Estados Unidos na França. Em 28 de junho de 1992, um grupo de fazendeiros franceses bloqueou a Euro Disney em protesto a políticas agrícolas apoiadas pelos Estados Unidos na época.
Um jornalista do jornal francês de centro-direita Le Figaro escreveu: "Eu desejo de coração que os rebeldes incendeiem a [Euro] Disneyland." Ariane Mnouchkine, um diretor parisiense, chamou a Disneyland de "Chernobil cultural";" uma frase que seria ecoada na imprensa e que se desenvolveria como um sinônimo dos primeiros anos da Euro Disney.
Em resposta, o filósofo francês Michel Serres observou que "Não é os Estados Unidos que estão nos invadindo. Somos nós que os adoramos, que adotamos suas modas e, acima de tudo, suas palavras". O presidente na época da Euro Disney S.C.A. Robert Fitzpatrick respondeu que "Nós não viemos e dissemos ‘tudo bem, vamos colocar uma boina e baguete no Mickey Mouse’. Nós somos quem somos."
Alguns pontos de controvérsia eram o fato de os administradores americanos da Disney exigirem que o inglês fosse falado em todas as reuniões e o código de aparência da Disney para seus empregados, que listava limitações para o uso de maquiagem, pelos faciais, tatuagens e joias.
Sindicatos trabalhistas franceses montaram protestos contra o código de aparência, que eles viam como "um ataque contra a liberdade individual". Outros criticaram a Disney por ser insensível à cultura, francesa, ao individualismo e à privacidade, pois as restrições sobre as liberdades individuais e coletivas eram ilegais segundo a lei francesa, a menos que se demonstrasse que as restrições fossem um requisito para o cargo que não excedessem o estritamente necessário.
A Disney contra-argumentou dizendo que uma regra que impedisse-a de impor tais padrões de trabalho ameaçaria a imagem e o sucesso de longo prazo do parque. Thor Degelmann, diretor de pessoal da Euro Disney, afirmou que "Sem nossos padrões, nós não poderíamos apresentar o produto Disney que as pessoas esperam ter".

### Dia de abertura e primeiros anos
A Euro Disney abriu para uma prévia para empregados e testes em março de 1992. Durante este tempo, os visitantes eram em sua maioria os empregados do parque e suas famílias que vinham ao parque para testar as instalações e operações. A imprensa pôde visitar o parque no dia anterior à sua abertura em 12 de abril.
Em 12 de abril de 1992, o Euro Disney Resort e seu parque temático, Euro Disneyland, foram oficialmente inaugurados. Os visitantes foram avisados sobre o caos nas rodovias e uma pesquisa do governo indicou que meio milhão de pessoas em 90 mil carros poderiam tentar entrar no complexo. Rádios francesas alertaram o tráfego para evitar a área. Ao meio-dia, o estacionamento estava aproximadamente metade ocupado, sugerindo um público abaixo de 25 mil pessoas. Foram dadas explicações de que as pessoas ouviram os avisos de se manterem longe do parque ou de que a greve de um dia travou a conexão ferroviária RER do centro de Paris para a Euro Disney. Devido à recessão europeia em agosto daquele ano, o parque encarou dificuldades financeiras, visto que havia uma falta de coisas a fazer e uma superabundância de hotéis, levando a uma performance abaixo do esperado.
Uma nova montanha-russa do Indiana Jones foi aberta na Euro Disney no verão do ano seguinte, 1993. No entanto, algumas semanas após a atração abrir, houve problemas com freios de emergência que resultaram em visitantes feridos e, portanto, ela foi fechada por um curto período para que as investigações sobre sua segurança pudessem ser conduzidas.
Em 1994, a empresa ainda estava tendo dificuldades financeiras. Havia rumores de que a Euro Disney estava próxima de declarar falência. Os bancos e os financiadores tiveram reuniões para discutir alguns dos problemas que envolviam dificuldades financeiras encaradas pela Euro Disney. Foi em março de 1994 que a administração da Disney entrou em negociações com bancos para que se pudesse obter ajuda para sua dívida. Como um último recurso, a Walt Disney Company ameaçou fechar o parque Disneyland Paris, deixando os bancos com o terreno.

### Problemas financeiros, de público e de emprego

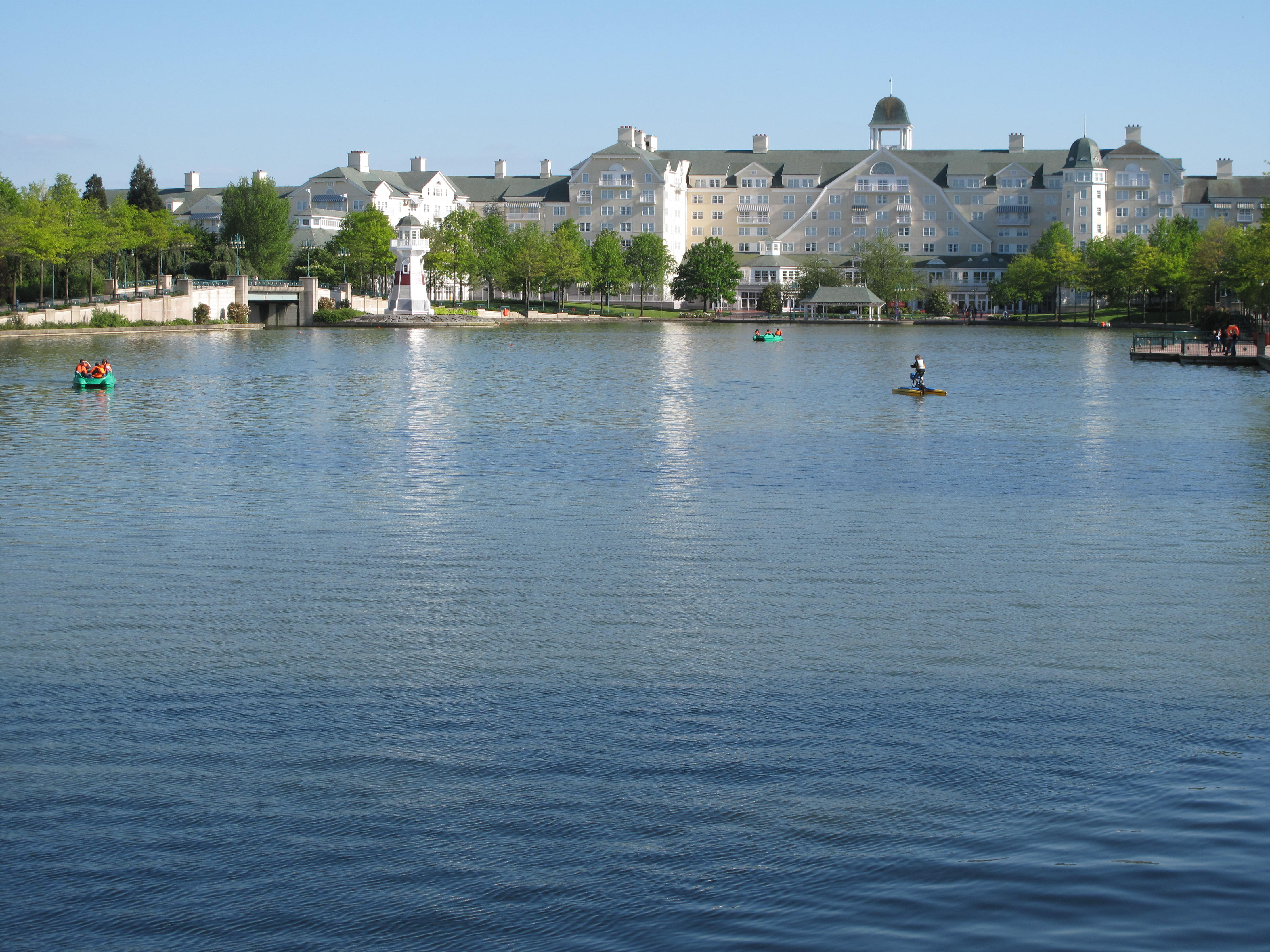
Disney's Newport Bay Club

Em maio de 1992, a revista de entretenimento The Hollywood Reporter relatou que cerca de 25% da força de trabalho da Euro Disney – aproximadamente 3 mil pessoas – haviam pedido demissão de seus empregos devido a condições de trabalho inaceitáveis. Também foi relatado que o público do parque estava muito aquém das expectativas. No entanto, o público decepcionante pode ser explicado pelo menos em parte pela recessão e aumento do desemprego que estava afetando a França e a maior parte do resto dos países desenvolvidos na época. Quando a construção do resort começou, a economia ainda estava crescendo.
A Euro Disney S.C.A. respondeu em uma entrevista para o The Wall Street Journal, na qual Robert Fitzpatrick alegou que apenas mil pessoas deixaram seus empregos. Em resposta à situação financeira, Fitzpatrick solicitou que o projeto Disney-MGM Studios Europe fosse suspenso até que uma decisão posterior fosse tomada. Os preços nos hotéis foram reduzidos.
Apesar desses esforços, em maio de 2012 o público do parque era por volta de 25 mil pessoas (alguns relatos dão o número de 30 mil) ao invés dos 60 mil previstos. O preço das ações da Euro Disney Company entrou em uma espiral decrescente e, em 23 de julho de 1992, a Euro Disney anunciou um prejuízo líquido esperado em seu primeiro ano de operação de aproximadamente 300 milhões de francos. Durante o primeiro inverno da Euro Disney, a ocupação dos hotéis era tão pequena que se decidiu por fechar o hotel Newport Bay Club durante a temporada.
As expectativas iniciais eram de que cada visitante gastasse por volta de US$ 33 por dia, mas próximo do final de 1992, os analistas calcularam que o gasto estava 12% menor. Os esforços para melhorar o público incluíam a venda de bebidas alcoólicas com as refeições dentro do parque Euro Disneyland, em resposta à demanda presumida dos europeus, o que começou em 12 de junho de 1993.
Em janeiro de 1994, Sanford Litvack, um procurador da cidade de Nova Iorque e ex-Procurador Geral Assistente dos Estados Unidos, foi designado para ser o negociador sobre o futuro da Euro Disney. Em 28 de fevereiro, Litvack fez uma oferta (sem o consenso de Eisner ou Frank Wells) para dividir as dívidas entre os credores da Euro Disney e a Disney. Após os bancos mostrarem interesse, Litvack informou Eisner e Wells. Em 14 de março, o dia anterior à assembleia anual dos acionistas, os bancos aceitaram as demandas da Disney.
Os bancos credores compraram US$ 500 milhões em ações da Euro Disney, perdoando 18 meses de juros e deferindo o pagamento de juros por três anos. A Disney investiu US$ 750 milhões na Euro Disney e concedeu uma suspensão de cinco anos de pagamentos de royalty. Em junho do mesmo ano, o Príncipe saudita Al-Waleed Bin Talal Bin Abdulaziz Al Saud fez um acordo no qual a Walt Disney Company comprava 51% de novas ações no valor de US$ 1,1 bilhão de acionistas a taxas abaixo do mercado, enquanto o Príncipe comprava todas as ações não pertencentes a acionistas (até 24,5% de participação).

### Reviravolta de 1995
Em 31 de maio de 1995, uma nova atração foi aberta no parque temático. Space Mountain: De la Terre à la Lune estava sendo planejada desde a concepção da Euro Disneyland sob o nome de Discovery Mountain, mas foi guardada para uma expansão futura. Com uma reformulação da atração (que havia estreado como Space Mountain no Magic Kingdom do Walt Disney World Resort em 1975) incluindo um sistema de "lançamento de canhão", inversões e uma trilha sonora, a atração de US$ 100 milhões foi dedicada em uma cerimônia que contou com a presença de celebridades como Elton John, Claudia Schiffer e Buzz Aldrin.
Em 25 de julho de 1995, a Euro Disney S.C.A. obteve seu primeiro lucro trimestral de US$ 35,3 milhões. Em 15 de novembro de 1995, os resultados para o ano fiscal que se encerrou em 30 de setembro de 1995 foram liberados; em um ano o público do parque temático havia aumentado de 8,8 milhões para 10,7 milhões – um aumento de 21%. A ocupação do hotel também aumentou de 60% para 68,5%. Após os pagamentos da dívida, a Disneyland Paris encerrou o ano com um lucro líquido de US$ 22,8 milhões.

### 2000 em diante
Em 2002, a Disneyland Paris passou por uma mudança de nome para Disneyland Resort Paris. Em 2002, a Euro Disney S.C.A. e a The Walt Disney Company anunciaram outro lucro anual para a Disneyland Paris. No entanto, ela então incorreu em um prejuízo líquido nos três anos seguintes. Em 1º de dezembro de 2003, a Euro Disney S.C.A. lançou um novo plano de marketing para trazer novos visitantes europeus ao Resort. Em março de 2004, a The Walt Disney Company havia concordado em amortizar toda a dívida que a Euro Disney S.C.A. devia à The Walt Disney Company. Neste mesmo ano, estando aberto a menos de quinze anos, a Disneyland Paris tornou-se o destino número um na Europa, ultrapassando o Louvre e a Torre Eiffel.
Em 2006, o Disneyland Resort Paris lançou uma campanha de divulgação, , "believe in your dreams", e fez uma parceria com a Linha do Leste Europeu da TGV para encorajar as famílias europeias a visitarem o Resort. Logo após anunciar um aumento de 12% nas receitas para o ano fiscal de 2007, a Euro Disney S.C.A. implementou uma consolidação "split" de ações de 100 para 1. Em agosto de 2008, o Resort recebeu seu visitante número 200 milhões, e teve seu terceiro ano consecutivo de aumento na receita bem como um recorde de 15,3 milhões de visitantes.
Em 2009, o Resort demonstrou dedicação em recrutar pessoas para novos cargos, especialmente para o Natal e férias de verão, que continuou em 2010 e 2011 quando 2 mil e 3 mil contratos de emprego foram oferecidos, respectivamente. No ano fiscal de 2009 houve uma diminuição nas receitas em 7% e um prejuízo líquido de 63 milhõesseguido de receitas estáveis de 1,2 bilhões no ano fiscal de 2010. A Euro Disney S.C.A. refinanciou sua dívida com a Walt Disney Company novamente para 1,3 bilhões de euros em setembro de 2012.
Um estudo feito pela Delegação Interministerial sobre a contribuição do Disneyland Resort Paris para economia francesa foi lançado a tempo do 20º aniversário do Resort em março de 2012. Ele afirmava que, apesar das dificuldades financeiras do Resort, ele gerou "37 bilhões de euros e receitas relacionadas ao turismo em mais de vinte anos", gera cerca de 55 mil empregos na França anualmente e a cada um emprego na Disneyland Paris gera quase três outros empregos na França.

### Mudanças de nome
A Disneyland Paris e seus ativos foram sujeitos a várias mudanças de nome, inicialmente um esforço para superar a publicidade negativa que se seguiu após a abertura da Euro Disney.
Em 2002, o CEO da Disney observou que
Para os americanos, acredita-se que a palavra ‘Euro’ signifique glamour. Para os europeus, o termo acabou sendo associado com negócios, moeda e comércio. Renomear o parque para ‘Disneyland Paris’ foi uma forma de identificá-lo com uma das cidades mais românticas e excitantes do mundo.— Michael Eisner
|                            | 1992-1993                 | 1992-1993                 | 1994                        | 1995                      | 1996-1998                 | 1996-1998                 | 1996-1998                 | 1999-2000                 | 1999-2000                 | 2001                                                                 | 2002-2008                                                            | 2002-2008                                                            | 2002-2008                                                            | 2002-2008                                                            | 2002-2008                                                            | 2002-2008                                                            | 2002-2008                                                            | 2009-2013                                                            | 2009-2013                                                            | 2009-2013                                                            | 2009-2013                                                            | 2009-2013                                                            |
| -------------------------- | ------------------------- | ------------------------- | --------------------------- | ------------------------- | ------------------------- | ------------------------- | ------------------------- | ------------------------- | ------------------------- | -------------------------------------------------------------------- | -------------------------------------------------------------------- | -------------------------------------------------------------------- | -------------------------------------------------------------------- | -------------------------------------------------------------------- | -------------------------------------------------------------------- | -------------------------------------------------------------------- | -------------------------------------------------------------------- | -------------------------------------------------------------------- | -------------------------------------------------------------------- | -------------------------------------------------------------------- | -------------------------------------------------------------------- | -------------------------------------------------------------------- |
| Complexo inteiro           | Euro Disney Resort1       | Euro Disney Resort1       | Euro Disney Resort Paris2   | Disneyland Paris3         | Disneyland Paris3         | Disneyland Paris3         | Disneyland Paris3         | Disneyland Paris3         | Disneyland Paris3         | Disneyland Paris3                                                    | Disneyland Resort Paris4                                             | Disneyland Resort Paris4                                             | Disneyland Resort Paris4                                             | Disneyland Resort Paris4                                             | Disneyland Resort Paris4                                             | Disneyland Resort Paris4                                             | Disneyland Resort Paris4                                             | Disneyland Paris5                                                    | Disneyland Paris5                                                    | Disneyland Paris5                                                    | Disneyland Paris5                                                    | Disneyland Paris5                                                    |
| Primeiro parque            | Euro Disneyland1          | Euro Disneyland1          | Euro Disneyland Paris2      | Disneyland Paris3         | Disneyland Paris3         | Disneyland Paris3         | Disneyland Paris3         | Disneyland Paris3         | Disneyland Paris3         | Disneyland Paris3                                                    | Disneyland Park (inglês)/Parc Disneyland (francês)4                  | Disneyland Park (inglês)/Parc Disneyland (francês)4                  | Disneyland Park (inglês)/Parc Disneyland (francês)4                  | Disneyland Park (inglês)/Parc Disneyland (francês)4                  | Disneyland Park (inglês)/Parc Disneyland (francês)4                  | Disneyland Park (inglês)/Parc Disneyland (francês)4                  | Disneyland Park (inglês)/Parc Disneyland (francês)4                  | Disneyland Park (inglês)/Parc Disneyland (francês)4                  | Disneyland Park (inglês)/Parc Disneyland (francês)4                  | Disneyland Park (inglês)/Parc Disneyland (francês)4                  | Disneyland Park (inglês)/Parc Disneyland (francês)4                  | Disneyland Park (inglês)/Parc Disneyland (francês)4                  |
| Segundo parque             | Disney MGM Studios Europe | Disney MGM Studios Europe | Disney MGM Studios Europe   | Disney MGM Studios Europe | Disney MGM Studios Europe | Disney MGM Studios Europe | Disney MGM Studios Europe | Walt Disney Studios Paris | Walt Disney Studios Paris | Walt Disney Studios Park (inglês)/Parc Walt Disney Studios (francês) | Walt Disney Studios Park (inglês)/Parc Walt Disney Studios (francês) | Walt Disney Studios Park (inglês)/Parc Walt Disney Studios (francês) | Walt Disney Studios Park (inglês)/Parc Walt Disney Studios (francês) | Walt Disney Studios Park (inglês)/Parc Walt Disney Studios (francês) | Walt Disney Studios Park (inglês)/Parc Walt Disney Studios (francês) | Walt Disney Studios Park (inglês)/Parc Walt Disney Studios (francês) | Walt Disney Studios Park (inglês)/Parc Walt Disney Studios (francês) | Walt Disney Studios Park (inglês)/Parc Walt Disney Studios (francês) | Walt Disney Studios Park (inglês)/Parc Walt Disney Studios (francês) | Walt Disney Studios Park (inglês)/Parc Walt Disney Studios (francês) | Walt Disney Studios Park (inglês)/Parc Walt Disney Studios (francês) | Walt Disney Studios Park (inglês)/Parc Walt Disney Studios (francês) |
| Distrito de entretenimento | Festival Disney           | Festival Disney           | Festival Disney             | Festival Disney           | Disney Village            | Disney Village            | Disney Village            | Disney Village            | Disney Village            | Disney Village                                                       | Disney Village                                                       | Disney Village                                                       | Disney Village                                                       | Disney Village                                                       | Disney Village                                                       | Disney Village                                                       | Disney Village                                                       | Disney Village                                                       | Disney Village                                                       | Disney Village                                                       | Disney Village                                                       | Disney Village                                                       |
| Complexo de golfe          | Golf Euro Disney1         | Golf Euro Disney1         | Golf Euro Disneyland Paris2 | Golf Disneyland Paris3    | Golf Disneyland Paris3    | Golf Disneyland Paris3    | Golf Disneyland Paris3    | Golf Disneyland Paris3    | Golf Disneyland Paris3    | Golf Disneyland Paris3                                               | Golf Disneyland4                                                     | Golf Disneyland4                                                     | Golf Disneyland4                                                     | Golf Disneyland4                                                     | Golf Disneyland4                                                     | Golf Disneyland4                                                     | Golf Disneyland4                                                     | Golf Disneyland4                                                     | Golf Disneyland4                                                     | Golf Disneyland4                                                     | Golf Disneyland4                                                     | Golf Disneyland4                                                     |

1até maio de 1994
 2Junho de 1994 até setembro
 3Outubro de 1994 até fevereiro de 2002
 4Março de 2002
 5Abril de 2009

## O complexo
A Disneyland Paris compreende 19 km² e contém 2 parques temáticos, 7 hotéis do resort, 6 hotéis associados, um campo de golfe, uma estação ferroviária e uma cidade planejada, Val d'Europe.

### Parques
- O Disneyland Park, foi aberto com o resort em 12 de abril de 1992 e é baseado na Disneyland e no Magic Kingdom
- Walt Disney Studios Park, foi aberto em 16 de março de 2002, comemorando o showbusiness, filmes e bastidores

### Compras, alimentação e entretenimento
- Disney Village, um distrito de entretenimento contendo vários restaurantes, locais de entretenimento e lojas.

### Outros locais recreativos
- Golf Disneyland conta com um campo de 9 e 18 buracos.

### Atrações
De acordo com o site da Disneyland Paris, as cinco atrações mais populares do parque temático são It's a Small World, Hyperspace Mountain: Star Wars, Big Thunder Mountain, Pirates of the Caribbean e Buzz Lightyear Laser Blast.
It’s a Small World localiza-se na área Fantasyland do parque. Ele leva os visitantes em um passeio musical pelo mundo enquanto bonecas de várias culturas diferentes cantam a música "It’s a Small World". Os visitantes do parque viajam pela atração em um pequeno barco que segue por um rio, com cada parte da atração tendo um tema de uma parte diferente do mundo.
Hyperspace Mountain: Star Wars é uma montanha-russa que se localiza na área Discoveryland do parque. A mesma já sofreu vários temas e nomes, como Discovery Mountain, Space Mountain e Space Mountain: Mission 2.
Big Thunder Mountain localiza-se na Frontierland. Ela é uma Mine train roller coaster que viaja através das “sierras of Big Thunder Mountain.”
O Pirates of the Caribbean localiza-se na Adventureland e ele inspirou os filmes de mesmo nome.

Buzz Lightyear Laser Blast localiza-se na Discoveryland. Ele foi inspirado no filme da Disney/Pixar Toy Story 2. Nesta atração o visitante se senta em uma nave e atira com uma pistola laser nos alvos. Quanto mais alvos eles atingem mais pontos eles ganham. Esta atração é considerada boa para famílias com crianças pequenas, embora ela esteja listada como uma atração que pode assustar os mais novos.
O parque tem uma área de aproximadamente 1 942 hectares e é dividido em dois parques principais. O parque recebe cerca de 12 milhões de visitantes por ano, o que o torna o local mais visitado na Europa.

### Hotéis
O complexo conta com sete hotéis. O Disneyland Hotel localiza-se próximo à entrada do Disneyland Park e é vendido como o hotel de maior prestígio na propriedade. Um lago conhecido como Lago Disney é cercado pelo Disney's Hotel New York, Disney's Newport Bay Club e Disney's Sequoia Lodge. O Disney's Hotel Cheyenne e Disney's Hotel Santa Fe localizam-se próximo ao Lago Disney e o Disney's Davy Crockett Ranch localiza-se em uma área de floresta do lado de fora do perímetro do resort.
| Nome                         | Tema                         | Arquiteto                                                | Número de quartos | Data de abertura    |
| Disneyland Hotel             | American-Victorian           | Walt Disney Imagineering & Wimberly, Allison, Tong & Goo | 496               | 12 de abril de 1992 |
| Disney's Hotel New York      | New York City                | Michael Graves                                           | 565               | 12 de abril de 1992 |
| Disney's Newport Bay Club    | New England                  | Robert A.M. Stern                                        | 1098              | 12 de abril de 1992 |
| Disney's Sequoia Lodge       | American National Park Lodge | Antoine Grumbach                                         | 1011              | 12 de abril 1992    |
| Disney's Hotel Cheyenne      | Velho Oeste americano        | Robert A.M. Stern                                        | 1000              | 12 de abril de 1992 |
| Disney's Hotel Santa Fe      | American Southwest           | Antoine Predock                                          | 1000              | 12 de abril de 1992 |
| Disney's Davy Crockett Ranch | Território selvagem          | Desconhecido                                             | 595               | 12 de abril 1992    |

A Disneyland Paris inclui seis hotéis associados que não são administrados pela Euro Disney S.C.A. mas oferecem ônibus grátis aos parques: Marriott's Village d'lle-de-France, Radisson BLU Hotel, Vienna International Magic Circus Hotel (antigamente conhecido como Holiday Inn Magic Circus Hotel), Vienna International Dream Castle Hotel, Algonquin's Explorers Hotel e Kyriad Hotel.

### Transporte

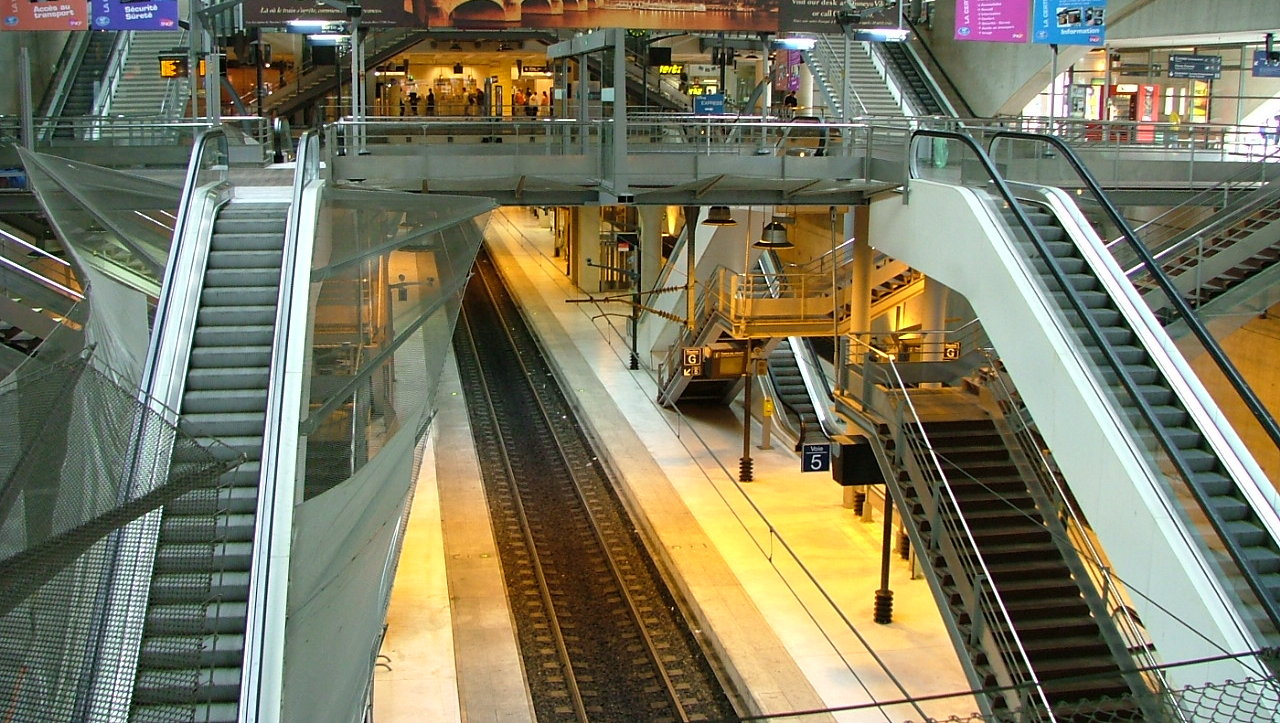
Estação Marne-la-Vallée – Chessy, vista da plataforma

Uma estação ferroviária, Marne-la-Vallée – Chessy, localiza-se entre os parques temáticos e o Disney Village. Ela foi aberta em 1º de abril de 1992 com uma conexão à rede RER suburbana, a linha A. Uma conexão à rede ferroviária de alta velocidade TGV foi aberta em 29 de maio de 1994 com a Interconexão Est. A Thalys não opera mais da estação, mas há viagens diárias da Estação St Pancras em Londres pela Eurostar. Em 10 de junho de 2007, uma nova linha de alta velocidade, a LGV Est, começou a funcionar entre Paris Gare de l'Est e Estrasburgo. Ônibus grátis oferecem transporte para todos os hotéis Disney (exceto Disney's Davy Crockett Ranch) e hotéis associados. Os ônibus amarelos vão aos hotéis principais da Disney enquanto os ônibus rosa vão para os outros hotéis mais longes mas ainda na área da Disneyland.

### Bastidores da Disney
A Disneyland Paris possui regras muito rígidas sobre a 'ocultação' dos bastidores da Disney. Fotografias e filmagens são estritamente proibidas nessas áreas. As bordas dos parques são  preenchidas com os prédios das atrações e folhagem para esconder as áreas que não são feitas para o público ver. Vários portões permitem a entrada no parque dos funcionários, carros das paradas etc. Quando os portões ao redor do parque estão abertos, tudo que pode ser visto através deles é considerado parte da mágica Disney. Portanto, a partir do momento que os portões são abertos, todos os funcionários devem estar caracterizados e prontos para 'representar'. Como o complexo é grande, ônibus levam os funcionários para as diferentes partes do parque através de ruas atrás dos parques.
Muitas atrações situam-se dentro de construções grandes e parecidas com estúdios musicais, algumas das quais são parcial ou completamente disfarçadas por adereços externos. Em geral, essas construções são pintadas de verde escuro em áreas não vistas pelos visitantes, o que ajuda a disfarçar as construções entre a folhagem e torná-las menos visualmente intrusivas. A Walt Disney Imagineering nomeou essa cort de "Go Away Green" (verde vá embora). A maioria deles possui telhados esbranquiçados planos que dão suporte a unidades HVAC e caminhos para os funcionários. Dentro estão as atrações, bem como passagens secretas, áreas de serviço, salas de controle e outras operações de bastidores.

### Público
2008: 13,78 milhões 2009: 14,12 milhões 2010: 14,45 milhões 2011: 14,97 milhões 2012: 15,34 milhões 2013: 15,65 milhões